# ノナノナコンタン
| ノナノナコンタン | ノナノナコンタン |
| ---------------- | ---------------- |
| CH3(CH2)97CH3    |                  |
| IUPAC名          | ノナノナコンタン |
| 分子式           | C99H200          |
| 分子量           | 1390.6473        |
| CAS登録番号      | 7670-27-1        |

ノナノナコンタン (Nonanonacontane) とは、直鎖状のアルカンの1種。炭素原子が99個、分岐することなく一列に連なっている。分子式はC99H200。分子量は1390.6473。